# Bicske

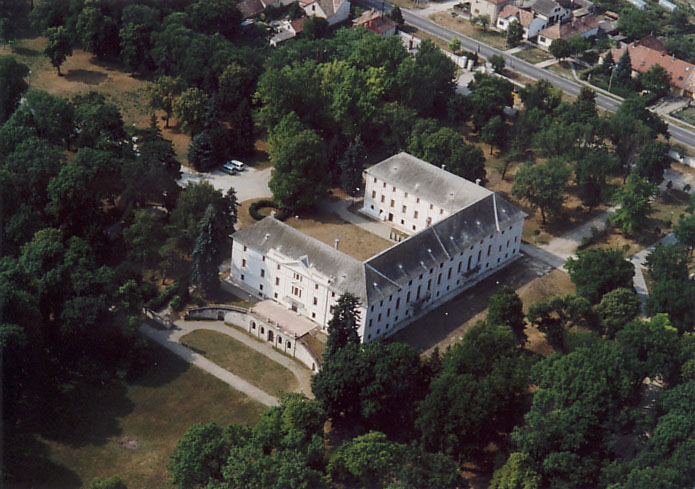
Batthyány-kastély

Bicske (németül: Witschke) Fejér vármegye északi részén fekvő város, a Bicskei járás székhelye, a vármegye ötödik legnépesebb települése.

## Közlekedés
A Zsámbéki-medence második legnépesebb települése a Budapest–Hegyeshalom–Rajka-vasútvonal mentén fekszik, vasútállomása ezért élénk vasúti forgalmat bonyolít. Elővárosi szerelvények kötik össze Budapesttel, Tatabányával, Komárommal és Győrrel. Gyorsvonatok járnak innen Budapest, Győr, Hegyeshalom, Sopron, Szombathely és Pozsony irányába. Régen a várost a Bicske–Székesfehérvár-vasútvonal is érintette, így Lovasberény-Székesfehérvár felől is jártak ide vonatok, de ezt a vonalat mára nagyrészt elbontották.
A város az 1-es főút mentén fekszik, ám központja a régi országút (8101-es út) körül terül el; a két utat a városközpont közelében a 11 119-es számú mellékút köti össze. A város határában fut az M1-es autópálya, amelynek egy lehajtója van Bicskénél. A várost kisebb mellékutak kötik össze a 811-es úttal (8126), Csabdival (11 117), valamint Mányon át Zsámbékkal (1104). Nagyegyházi településrészének külterületeit egy kisebb szakaszon érinti a 8113-as út is.
Bicske a szűkebb környék regionális autóbusz-közlekedésének meghatározó központja: Budapest, Mór, Székesfehérvár, Zsámbék valamint a környező települések (Páty, Felcsút) érhetők el rendszeres buszjáratokkal a városból.

## Története
Bicske és környéke már ősidők óta lakott hely, első nyomát az újkőkorszakból származó telepnyomok, sírok bizonyítják, de a bronzkorból, a rómaiak és az avarok idejéből (a Szőny-Pécs közti római út, mely egy itteni egykori római településen vezet át) és az Árpád-korból középkori temetők templom alapfalakkal kerültek elő itt.
Első említése 1306-ból való, bár a Bicskei családról – a hely akkori birtokosairól – már 1258 óta tudni. Különleges helyzetet adott a 15. század kereskedelmével párhuzamosan fellendülő Bicskének az a tény, hogy a birtokosok 1443. június 10-én pallosjogot kaptak I. Ulászló királytól.
1541 körül vált török uradalom részévé a település, ám a birodalom határán lévén a kettős adóztatás sújtotta, mivel sokszor eljutottak a komáromi adószedők is a vidékre. 1686-ig a török erről a környékről való kiűzéséig lakosainak száma nagyban csökkent. Ezt követően viszont nagy gyarapodás jellemezte a települést, amely 1688-ban a közigazgatás restaurációjával járási székhely lett. Bicske a továbbiakban folyamatosan gyarapodott, 1773-ban lett mezőváros, 1872-ben nagyközség.
A 18. és a 19. század folyamán a közelben fekvő Vértes és Gerecse hegységek kiváló lehetőséget biztosítottak az erdei munkákra, a mészégetésre és a kőbányászatra. A mai napig él az erdei munkák emléke egyes dűlőnevekben: Egyfejszés, Kétfejszés föld.
A 19. században fejlett volt a településen a kézműves-ipar: a fazekasság, a takácsmesterség, a kelmefestés, a bőrkikészítés, a tímárság, a csizmadiamesterség, valamint a cipészmunka. A későbbiekben is sok kisiparos dolgozott a községben.
A vasút 1884-ben épült meg Bicskén, amikor megnyílt az utolsó fővárosi fővonal Budapest és Újszőny között. Később ehhez kapcsolódott egy helyi érdekű vasút is, amely Székesfehérvárral kötötte össze a települést (az utóbbin az 1970-es években leállt a személyforgalom, és mára már az egy ideig még működő teherforgalom is megszűnt. A vonal nagy részén már a sínek sem láthatóak.). A vasutak megjelenésével párhuzamosan Bicske jelentősége folyamatosan nőtt, s bár 1877-ben Vál kapta meg a járásszékhelyi státuszt a környéken, növekvő iparával egyértelműen a térség legjelentősebb településévé fejlődött. 1921-ben a Budapest – Győr vasútvonalat az országban elsőként villamosították, így még egyszerűbbé vált a város megközelítése Budapestről. A vasúti közlekedés lehetőséget biztosított a bicskei szegényparasztok és kisiparosok számára, hogy Budapesten is vállalhassanak munkát.
A község életét a mezőgazdaság is nagyban meghatározta. A feudális nagybirtok-rendszer egészen 1945-ig fennmaradt.
Bicske területe az 1940. évi népszámlálás adatai szerint 15551 katasztrális hold volt, a lakosság 8319 fő. A népsűrűség 93 fő volt négyzetkilométerenként, összesen 1634 lakóház állt a község területén.
Az 1944-es adatok a következőkről számolnak be: mezőgazdasági művelés alatt álló, vagy művelhető terület összesen 14258 katasztrális hold volt, ebből 3000 hold erdő. A 14258 holdból 9610 holdon 11 nagybirtokos osztozott, a maradék 5841 hold (a község belterületét is beleértve) a község lakosságának tulajdonát képezte. Bicske nagy kiterjedésű szőlőterülettel is rendelkezett, mely három tájon terült el: A Galagonyás dűlőben 450 katasztrális hold szőlő és gyümölcsös, Felsőhegyen kb. 300 hold, Máléhegyen 250 hold állott.
Bicske állatállománya a második világháború idején a következőképpen alakult az ún. állatstatisztikai lapok tanúsága szerint:
| Állatfaj                 | 1942 | 1945. dec. 8. |
| ------------------------ | ---- | ------------- |
| tenyészbika              | 16   | 2             |
| igás ökör                | 158  | 24            |
| tehén                    | 937  | 84            |
| hízómarha                | 14   | -             |
| növendékmarha            | 786  | -             |
| ló (3 évesnél idősebb)   | 737  | 330           |
| ló (3 évesnél fiatalabb) | 204  | 16            |
| tenyészmén               | 5    | -             |
| öszvér–szamár            | 23   | 8             |
| tenyészkan               | 23   | -             |
| koca                     | 805  | 80            |
| hízósertés               | 457  | -             |
| növendéksertés           | 4184 | 250           |
| juh                      | 661  | -             |
| kecske                   | 68   | 42            |

A második világháború rendkívül súlyos károkat okozott a városban, ipara és infrastruktúrája nagyrészt megsemmisült. A községi elöljáróság 730/1947. számú jelentése alapján "1940-ben a községben 4500 ló, 3000 szarvasmarha, 16000 sertés és kimondhatatlan számú baromfi volt, melyek a hadműveletek alatt teljesen elvesztek." 1945. március 23-án a kitelepült lakosság visszatért a faluba.
1945-ben ismét járásszékhely lett Bicske. 1946. február 22-én megalakult a földművelésszövetkezet helyi részlege, melynek feladata volt, hogy a kiskereskedelmi ellátást megszervezze.
Bicske 1986. január 1-jén kapott városi rangot.
1948 és 1969 között itt tanított Ágoston Julián ciszterci szerzetes, költő, író.

### Szentlászló (földe)
Szentlászló (földe) ma Bicske mellett keletre fekvő puszta Puszta-Szent-László néven.
Nevét 1318-ban említette először oklevél Zenthlazlofeulde néven. Aba fia Aba, később pedig a Hontpázmány nemzetségből származó Léki Paznan fia István Péter nevű fiának birtoka volt, a település közepén Szent László tiszteletére emelt körtemplommal. Hűtlensége miatt Pétertől a birtokot a király elvette  és Bicskei Botond fia Péter bánnak, illetve fiának Bicskei Mihálynak adta.

## Közélete

### Polgármesterei
| Polgármester | Polgármester    | Polgármester |                                         |
| ------------ | --------------- | ------------ | --------------------------------------- |
| 1990–1994    | Szebényi Zsolt  | független    |                                         |
| 1994–1998    | Szebényi Zsolt  | független    |                                         |
| 1998–2002    | Szebényi Zsolt  | független    |                                         |
| 2002–2006    | Szántó János    | MSZP         |                                         |
| 2006–2008    | Szántó János    | MSZP         | hivatalában elhunyt                     |
| 2008–2010    | Tessely Zoltán  | Fidesz-KDNP  | Időközi választás: 2008. szeptember 28. |
| 2010–2014    | Tessely Zoltán  | Fidesz-KDNP  |                                         |
| 2014–2019    | Pálffy Károly   | Fidesz-KDNP  |                                         |
| 2019–2024    | Bálint Istvánné | Fidesz-KDNP  |                                         |
| 2024–        | Bálint Istvánné | Fidesz-KDNP  |                                         |

## Népesség
A település népességének változása:
| Lakosok száma | 11 813 | 12 009 | 11 969 | 11 437 | 11 262 | 11 266 | 11 248 |
|               | 2013   | 2014   | 2018   | 2021   | 2022   | 2023   | 2024   |

A 2011-es népszámlálás során a lakosok 85%-a magyarnak, 6,1% cigánynak, 1,6% németnek, 0,4% románnak, 0,3% szerbnek mondta magát (14,8% nem nyilatkozott; a kettős identitások miatt a végösszeg nagyobb lehet 100%-nál). A vallási megoszlás a következő volt: római katolikus 35,6%, református 16,5%, evangélikus 0,9%, görögkatolikus 0,4%, felekezeten kívüli 15,4% (29,7% nem nyilatkozott).
2022-ben a lakosság 86%-a vallotta magát magyarnak, 1,8% cigánynak, 1,6% németnek, 0,3% románnak, 0,2% ukránnak, 0,1-0,1% szerbnek, lengyelnek, horvátnak, görögnek, örménynek, szlováknak és ruszinnak, 3,1% egyéb, nem hazai nemzetiségűnek (13,8% nem nyilatkozott; a kettős identitások miatt a végösszeg nagyobb lehet 100%-nál). Vallásuk szerint 24,3% volt római katolikus, 13,6% református, 0,7% evangélikus, 0,4% görög katolikus, 0,1% ortodox, 1,3% egyéb keresztény, 1,1% egyéb katolikus, 14,9% felekezeten kívüli (43,1% nem válaszolt).

## Nevezetességei

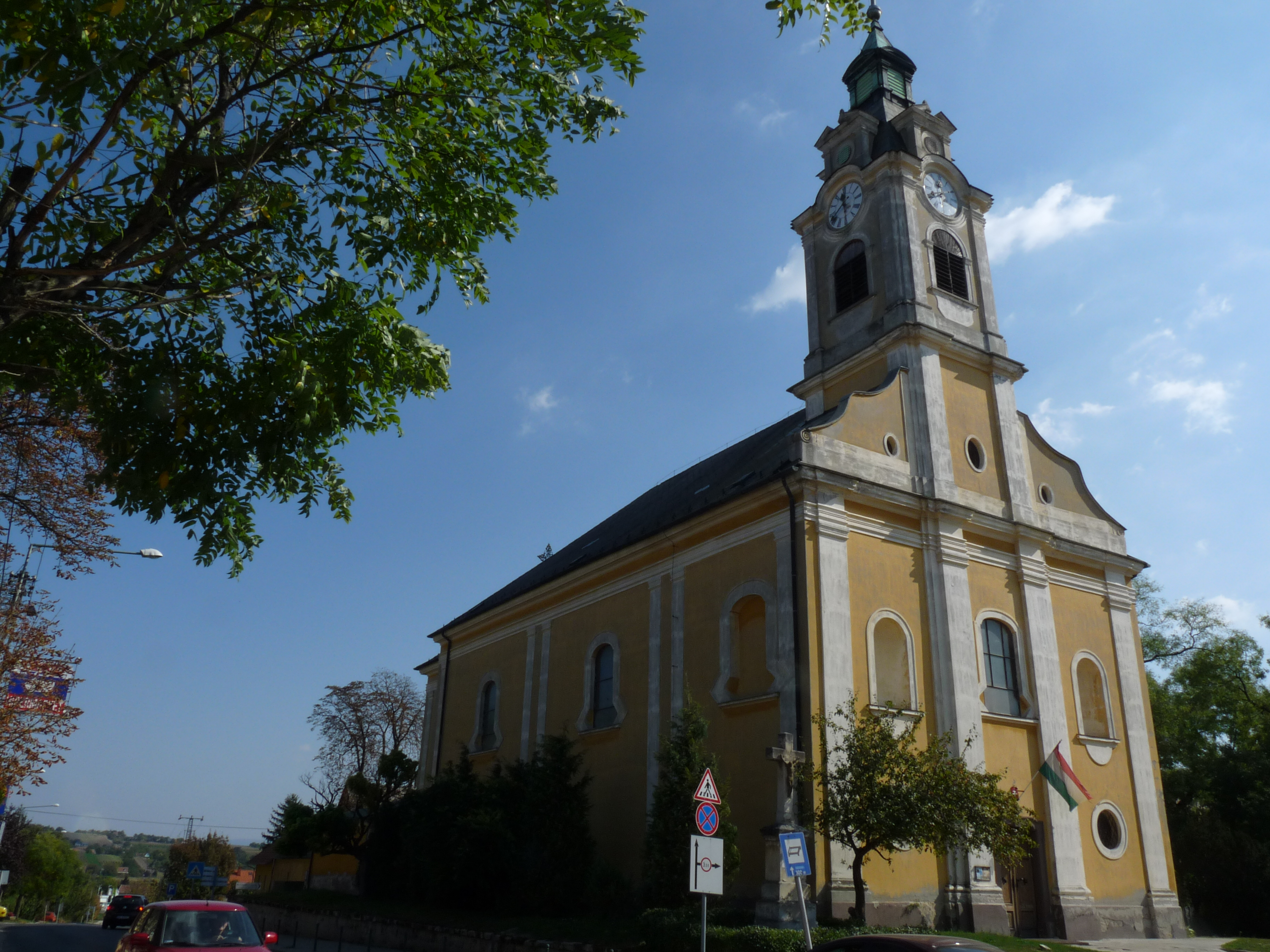
Szentháromság plébániatemplom, Hősök tere 1/a

- Szentháromság római katolikus templom és plébánia (barokk, 1770, hrsz. 1290, műemlék törzsszám: 1592, azonosító: 3568)
- Batthyány-kastély
- Nagy Károly által épített csillagvizsgáló (19. század)
- 12. századi templom romjai

## Híres szülöttei
- Börcs János (1884−?) kisbirtokos, az 1930-40-es években a település bírája, országgyűlési képviselő
- Kiss Károly (1903–1983) kommunista politikus, külügyminiszter, miniszterelnök-helyettes
- Forgács Antal (1910–1944) költő, újságíró
- Balogh Katalin (1919–2004) színésznő
- Vámosi János (1925–1997) táncdalénekes
- Lakatos István (1927–2002) költő, műfordító

## Testvérvárosok
- Altshausen, Németország[18]
- Csap, Ukrajna[18]
- Tusnádfürdő, Románia[18]
- Réty, Románia[18]